# Kryptopterus piperatus
Kryptopterus piperatus és una espècie de peix de la família dels silúrids i de l'ordre dels siluriformes.

## Distribució geogràfica
Es troba a Indonèsia.